# Aiba (Sänger)
Kristian Andreas Nuñez Frantzen (* 2000 in Oslo) ist ein norwegischer Sänger und Schauspieler. Als Sänger tritt er unter dem Künstlernamen Aiba auf.

## Leben
Frantzen wuchs in Kalbakken im Osloer Stadtteil Grorud auf. Seine Mutter stammt aus der Dominikanischen Republik. Er begann in der Schule damit, erste Raptexte zu schreiben. Später verbrachte er einige Zeit in den Vereinigten Staaten, wo er mit einem als Musiker tätigen Cousin Lieder schrieb. Im Anschluss an seine Rückkehr nach Norwegen schrieb er eigene Lieder, die von ihm ursprünglich für andere Künstler vorgesehen waren. Er sang sie schließlich allerdings selbst ein.
In der ab September 2018 beim norwegischen Rundfunk Norsk rikskringkasting (NRK) ausgestrahlten Jugendserie 17 übernahm Frantzen die Rolle Jonas. Auch in der zweiten Staffel 18 wirkte er mit. Im Jahr 2019 war er zudem Teil der zweiten Staffel der bei TV 2 ausgestrahlten Serie Generasjon Z. In der Serie wurde er bei seiner Musik- und Schauspielkarriere begleitet. Im November 2019 veröffentlichte er unter dem Künstlernamen Aiba mit Karusell seine Debütsingle. Es folgten weitere Lieder und EPs, bis er mit dem Lied Sympati im Jahr 2022 erstmals in die norwegischen Singlecharts einstieg. Beim Musikpreis P3 Gull wurde er im Jahr 2022 in der Newcomer-Kategorie nominiert.

## Auszeichnungen
- 2022: P3 Gull, Nominierung in der Kategorie „Durchbruch des Jahres“[8]

## Diskografie

### Alben
- 2020: Lemonade (EP)
- 2020: Danser (EP)
- 2021: Pappa (EP)
- 2022: Sympati (EP)

### Singles
| Jahr | Titel Album                        | Höchstplatzierung, Gesamtwochen, AuszeichnungChartsChartplatzierungen (Jahr, Titel, Album, Platzierungen, Wochen, Auszeichnungen, Anmerkungen) | Anmerkungen                                          |
| Jahr | Titel Album                        | NO | Anmerkungen                                          |
| ---- | ---------------------------------- | --- | ---------------------------------------------------- |
| 2022 | Sympati                            | NO2 (11 Wo.)NO | Erstveröffentlichung: 4. März 2022                   |
| 2022 | Fredag –                           | NO15 (3 Wo.)NO | Erstveröffentlichung: 8. Juli 2022                   |
| 2023 | Laken –                            | NO36 (1 Wo.)NO | Erstveröffentlichung: 31. März 2023 mit Lille Caesar |
| 2023 | 02:57 –                            | NO40 (1 Wo.)NO | Erstveröffentlichung: 21. April 2023 mit Broiler     |
| 2024 | Vis meg din verden Frihet i lenker | NO13 (3 Wo.)NO | Erstveröffentlichung: 25. Oktober 2024 mit Marstein  |

Weitere Singles
- 2019: Karusell
- 2020: Diosa
- 2020: Turbulens
- 2020: Diana
- 2020: Langsom
- 2020: Narnia (mit Maria Mena)
- 2022: Jeg vet
- 2022: Videre
- 2022: Bli
- 2023: Labyrint
- 2023: Skli (mit Daniel Owen)
- 2023: 21. september
- 2023: Sjalusi